# Yang Peiqi
Det här är en artikel om en person med kinesiskt personnamn; Yang är familjenamnet.
Yang Peiqi (kinesiska: 杨佩琪), född 10 maj 2007, är en kinesisk simmare.

## Karriär
I februari 2024 vid VM i Doha var Yang en del av Kinas kapplag som tog guld på 4×200 meter frisim.